# Mount Little (Marie-Byrd-Land)
Mount Little ist ein größtenteils unvereister Berg im westantarktischen Marie-Byrd-Land. In den Ford Ranges ragt er 5 km südwestlich des Mount Swan auf. 
Teilnehmer der United States Antarctic Service Expedition (1939–1941) kartierten ihn. Das Advisory Committee on Antarctic Names benannte ihn 1971 auf Vorschlag des US-amerikanischen Polarforschers Richard Evelyn Byrd nach Harold H. Little, ein Sponsor von Byrds erster (1928–1930) und zweiter Antarktisexpedition (1933–1935), der darüber hinaus an den logistischen Vorbereitungen dieser Forschungsreisen beteiligt war.